# Ganzheitlichkeit (Fremdsprachenunterricht)
In einem ganzheitlichen Fremdsprachenunterricht wirken kognitive und affektive Aspekte zusammen: Intellekt, Gefühl und Sinne ansprechende Erfahrungen, ein Wechsel von Anstrengung und Entspannung sowie befriedigende sprachliche und nicht-sprachliche Interaktionen mit hoher Fehlertoleranz seitens der Lehrenden. Wesentliche Aspekte eines ganzheitlichen Fremdsprachenunterrichts sind also inhaltliches Engagement sowie die Freude an sprachlicher Ästhetik, Rhythmik und Melodie und damit an Bewegung, Reim und Lied. Diese Momente sind insbesondere im Unterricht mit lernschwachen Gruppen von Bedeutung.

## Zum Begriff der „Ganzheitlichkeit“ im Fremdsprachenunterricht
In der Fremdsprachendidaktik wird das Konzept der „Ganzheitlichkeit“ mindestens seit 1964 diskutiert. Ihre Blütezeit erlebte diese Diskussion sowie ihre praktische Anwendung in den 1980er und 1990er Jahren. Das Konzept eines „Ganzheitlichen Fremdsprachenunterrichts“ ist jedoch auch heute noch in allen Formen eines Handlungsorientierten Fremdsprachenunterrichts bedeutsam.
Ganzheitlicher Fremdsprachenunterricht gründet auf zwei Faktoren:
- auf einem ganzheitlichen Bild des Menschen, das den Schüler als Einheit aus Körper und Körpererfahrungen, Sinneswahrnehmungen, Gefühlen, Denken und Handeln sieht (vgl. den aus der Pädagogik bekannten Begriffs der Ganzheitlichkeit)

- sowie auf einem ganzheitlichen Sprachbegriff.

Das heißt: Aus der Fremdsprache werden nicht „kognitive“, „affektive“ und „psychomotorische“ Lernziele und -inhalte herauspräpariert. Sie wird vielmehr in erster Linie, wie die Muttersprache, als ein spontan und unreflektiert, aus dem Sprachgefühl heraus zu gebrauchendes Kommunikationsinstrument angesehen, dessen Ziel in erster Linie im kommunikativen Erfolg (Verstehen und Reagieren, Mitteilen und Bewirken) und der daraus resultierenden Befriedigung liegt. Im Gegensatz dazu gehen in einem nicht-ganzheitlichen, lehrerzentrierten, instruktionistischen Fremdsprachenunterricht viele Facetten sprachlicher Erfahrungen, die der Muttersprachler im „Sprachgefühl“ hat und die für ihn voller Lebensbezüge stecken, wegen ihrer Komplexität und Fuzziness aber auch nicht systematisch erfasst und deshalb auch nicht systematisch gelehrt werden können, verloren. Gerade für den Fremdsprachenlerner, dessen Lernwelt ja von vornherein schon extrem reduziert ist, wird durch eine solche „glatte“, „kanalisierte“ Vermittlung ein nicht nur für die Motivation, sondern auch für erfolgreiches Lernen zentraler Bereich verbaut.
Nur unter dieser ganzheitlichen Perspektive kann die Fremdsprache aus ihrer traditionellen Rolle als statisches, den Schülern gegenüberstehendes Lernobjekt heraustreten und – in der Terminologie der Themenzentrierten Interaktion – zum „Ich“ des Schülers, dem „Wir“ der Gruppe sowie dem gemeinsamen lebensweltlichen „Umfeld“ in eine funktionale Beziehung gesetzt werden.

## Ganzheitliche Unterrichtsaktivitäten
- Projektunterricht
- (Rollen-)Spiel
- Freiarbeit
- Stationenlernen
- Fantasiereisen
- „action songs“, „jazz chants“, „rap songs“

## Ganzheitlich orientierte Methodenkonzepte
- Handlungsorientierung (Fremdsprachenunterricht)
- Lernen durch Lehren (von Jean-Pol Martin entwickelt)
- Total Physical Response (von James Asher entwickelt): Dabei werden Aktionen unmittelbar mit entsprechenden fremdsprachlichen Bezeichnungen verbunden. Lehrer und Schüler (sobald sie die Redemittel besitzen) arbeiten mit Befehlen, die sie der Klasse zur Ausführung mündlich übermitteln. TPR hat sich in Deutschland als globale, ausschließlich angewandte Methode jedoch kaum durchgesetzt.